# فیلیپو ماکی
فیلیپو ماکی (ایتالیایی: Filippo Macchi؛ زادهٔ ۱۹ سپتامبر ۲۰۰۱) شمشیرباز اهل ایتالیا است.